# 加藤谷川橋梁

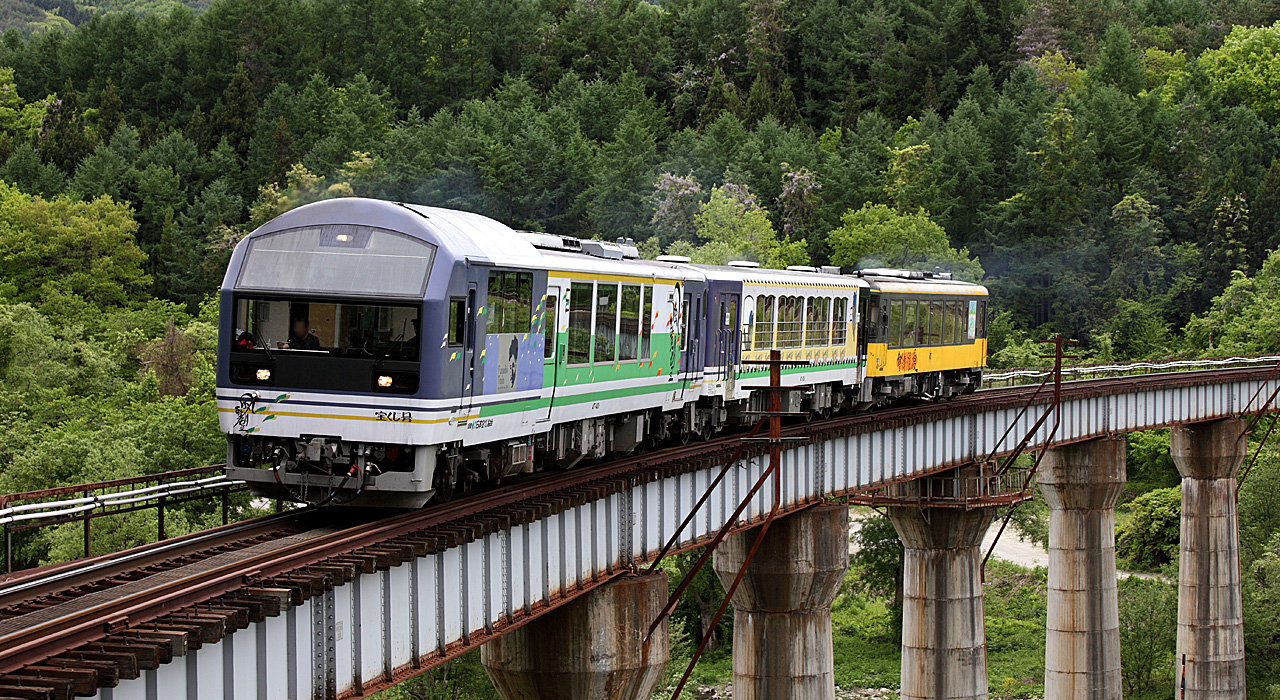
加藤谷川橋梁を渡る会津鉄道お座トロ展望列車「風号」。

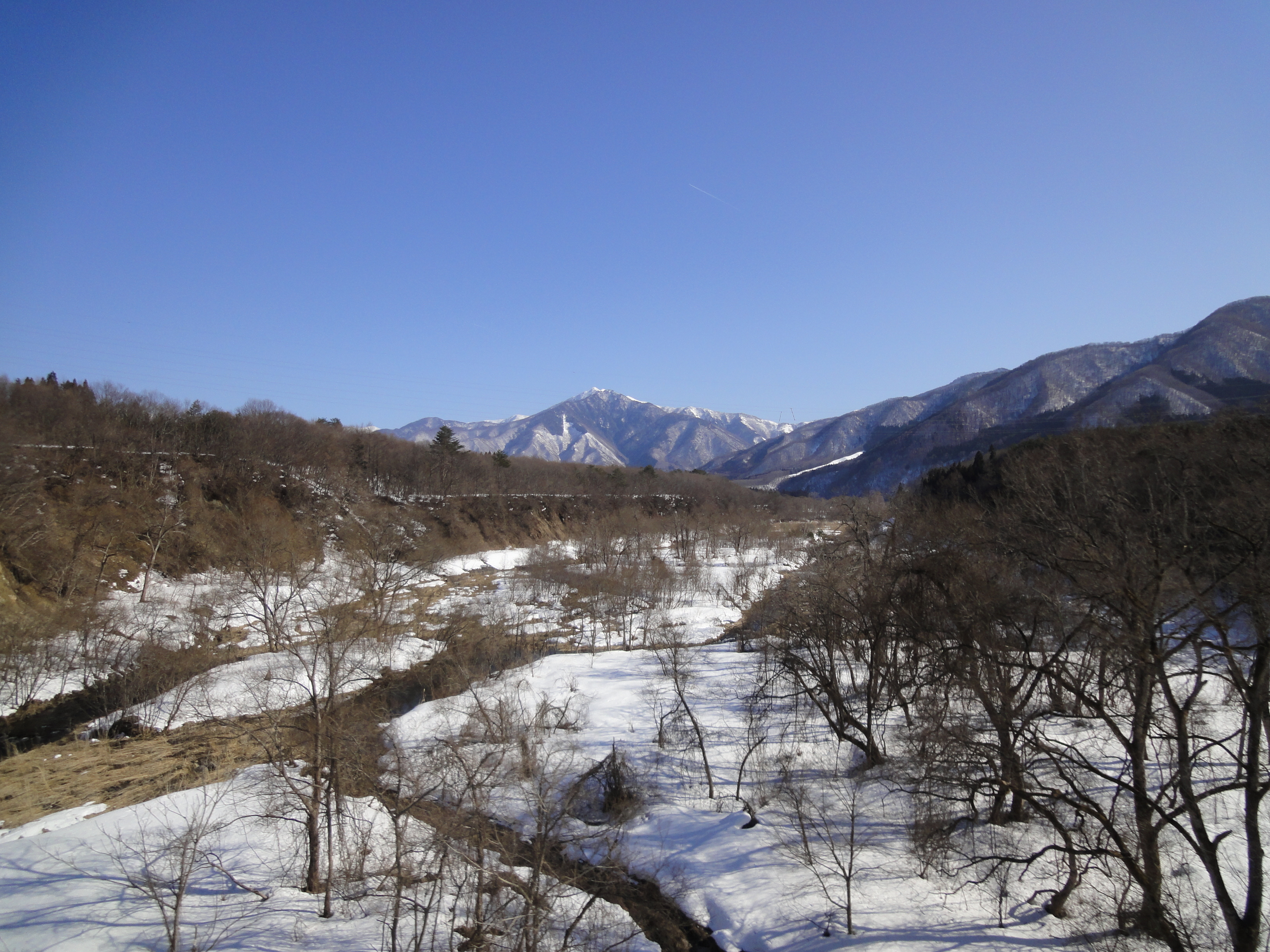
加藤谷川橋梁からの眺め

加藤谷川橋梁（かどたにがわきょうりょう）は、福島県南会津郡下郷町と南会津町との境界の加藤谷川に架かる会津鉄道会津線の鉄道橋である。

## 概要
国鉄会津線（現・会津鉄道会津線）の湯野上駅（現湯野上温泉駅） - 会津田島駅間の延伸工事に伴って1934年（昭和9年）に完成した。会津落合駅（現養鱒公園駅） - 会津長野駅間の阿賀川（大川）支流である加藤谷川に架かる橋梁である。
加藤谷川は地元では暴れ川として有名であり、1989年（平成元年）8月、1998年（平成10年）8月、2002年（平成14年）7月・10月に、集中豪雨による加藤谷川の土砂災害の影響により、本橋梁部の護岸工が被災している。

## 構造
単線上路プレートガーダー8連の形式であり、緩やかな曲線を描いているのが特徴である。また、会津田島方に向かって下り勾配となっている。

## 周辺
- 福島県道347号高陦田島線
- 加藤谷川橋
- 福島県道348号落合豊成線
- 阿賀川（大川）
- 国道121号
- 国道289号（国道121号と共用）
- 養鱒公園

## その他
加藤谷川の上流では、岩魚や山女魚などの渓流釣りポイントで有名である。